# Saint-Firmin (Meurthe-et-Moselle)
Saint-Firmin is een gemeente in het Franse departement Meurthe-et-Moselle (regio Grand Est) en telt 233 inwoners (1999). De plaats maakt deel uit van het arrondissement Nancy.

## Geografie
De oppervlakte van Saint-Firmin bedraagt 6,7 km², de bevolkingsdichtheid is 34,8 inwoners per km².
De onderstaande kaart toont de ligging van Saint-Firmin (Meurthe-et-Moselle) met de belangrijkste infrastructuur en aangrenzende gemeenten.

## Demografie
Onderstaande figuur toont het verloop van het inwonertal (bron: INSEE-tellingen).